# Detașamentul „Concordia”
Detașamentul „Concordia” este un film românesc din 1981 regizat de Francisc Munteanu. Rolurile principale au fost interpretate de actorii Ovidiu Iuliu Moldovan, Elena Albu și Cornel Coman.

## Distribuție
Distribuția filmului este alcătuită din:
- Ovidiu Iuliu Moldovan — lt. pirotehnician Mihai Ștefănescu („Dum-Dum”) de la Serviciul Tehnic al CMC
- Elena Albu — studenta Ana
- Cornel Coman — ceferistul ciung Petrică Vamaru
- Gheorghe Cozorici — șeful conspiratorilor
- Ion Marinescu — comisarul șef Preda de la Siguranța Statului
- Fory Etterle — bijutierul Constantinescu din Pasajul Villacrosse (menționat Fory Eterle)
- Ion Dichiseanu — col. Neacșu
- Mircea Șeptilici — profesorul de limba română
- Constantin Diplan — agentul Borza
- Cornel Patrichi — agentul Georgescu
- Cornel Constantiniu — căpitanul Mircea
- Vasile Muraru — activistul utecist Nicolae Baciu
- Ștefan Tapalagă — medicul chirurg
- Dumitru Rucăreanu — comisarul de la Siguranță
- Boris Olinescu — Pascu
- Ion Nuni Anestin — agentul Buzatu
- Cornel Gîrbea — Marcu
- Vasile Boghiță — Armașu
- Amza Pellea — generalul Matei
- Dumitru Chesa — inspectorul Popazu (nemenționat)